# Conus charigi
Espèce
Conus charigi est une espèce fossile de mollusques gastéropodes marins de la famille des Conidae.

## Taxonomie

### Publication originale
L'espèce Conus charigi a été décrite pour la première fois en 1982 par le malacologiste Harry Stephen Ladd (d) (1899-1982) dans « United States Geological Survey Professional Paper »,.